# Caterina II de Rússia
Caterina II de Rússia   (Szczecin, 2 de maig de 1729 - Sant Petersburg, 6 de novembre de 1796 (Julià)), anomenada la Gran, rus: Екатери́на II Алексе́евна Вели́кая, Iekaterina II Alekséievna Velíkaia, fou una princesa alemanya que esdevingué tsarina de Rússia per l'abdicació del seu marit, el tsar Pere III. Representa la monarquia il·lustrada per antonomàsia del segle xviii a l'Imperi Rus.

## Infància
Nasqué com a Sophie Friederike Auguste von Anhalt-Zerbst a la ciutat de Stettin, capital històrica de Pomerània, en aquell moment pertanyent al regne de Prússia i que avui forma part de Polònia, l'any 1729. Era filla del príncep Cristià August d'Anhalt-Zerbst i de la princesa Elisabet de Schleswig-Holstein-Gottorp. La seva era una família de tercer grau dintre de la noblesa alemanya de principis de segle xviii. La seva educació transcorregué amb una certa precarietat econòmica, encara que no cultural.

## Casament i descendència
L'any 1745 la princesa d'Anhalt-Zerbst, Sofia Augusta, és l'escollida per la tsarina Elisabet I de Rússia per casar-se amb el seu nebot i hereu, el futur tsar Pere III de Rússia. El llavors tsarèvitx Pere de Rússia era fill del duc Carles Frederic de Holstein-Gottorp i de la gran duquessa Anna de Rússia filla de Pere I de Rússia i germana de la tsarina Elisabet I de Rússia. El casament es produí el 1745, la parella s'establí a Sant Petersburg i tingueren dos fills, la paternitat dels quals s'ha posat més que en dubte:
- SM el tsar Pau I nat a Sant Petersburg el 1754 i assassinat al castell dels Mikhailovski de Sant Petersburg l'any 1801. Es casà en primeres núpcies amb la princesa Natàlia de Hessen-Darmstadt i en segones núpcies amb la princesa Sofia de Württemberg.
- SAI la gran duquessa Maria de Rússia nata el 1757 i morta el 1759 a Sant Petersburg.

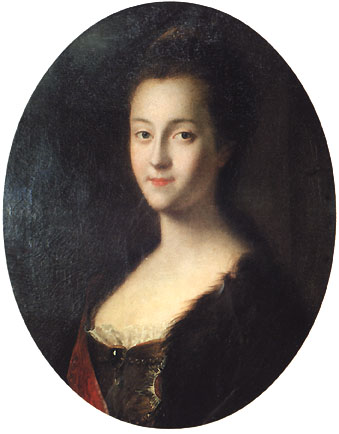
Caterina II en la seva joventut

La paternitat dels seus fills s'atribueix a un dels seus múltiples amants, en especial a Serguei Sàltikov. La tsarina tingué múltiples amants i aparells de caràcter sexual.

## Esposa de Pere III de Rússia
El fracàs del matrimoni ja es fa palès la nit de noces, ja que no serà fins dotze mesos després que el matrimoni serà consumat. Pere pendrà una amant i Caterina iniciarà contactes amb diferents grups de poder contraris al seu marit a la vegada que també iniciava la seva particular, i extensa, llista d'amants.
Extremadament informada de les notícies que ocorrien a Rússia i a la resta d'Europa, mantenia correspondència amb els més grans pensadors del moment, inclosos Diderot i Voltaire.
El 1762 el seu marit accedeix al tron amb el nom de Pere III de Rússia, però les seves excentricitats i les seves polítiques, en especial la seva obsessió amb Prússia i canviant les aliances de la Guerra dels Set Anys pel Tractat de Sant Petersburg que va acabar immediatament amb l'ocupació russa de Prússia Oriental i Pomerània, va mediar la treva de Frederic amb Suècia i va posar un cos de les seves pròpies tropes sota el comandament de Frederic, li crearen múltiples enemics que veuran en Caterina la candidata ideal a ocupar el tron de Rússia. El Regne de Dinamarca i Noruega, neutral durant la guerra, va estar a punt de ser arrossegat al costat de França quan Pere III va voler recuperar el seu títol de ducat de Holstein-Gottorp de mans de Frederic V de Dinamarca, i estava disposat a atacar-los per fer-ho, tanmateix Caterina i el seu amant Grigori Orlov van liderar un cop de palau emprant una tropa que va entrar al palau on residia el tsar, capturant-lo i transportant-lo al castell de Ropxa on una setmana després moriria assassinat pels partidaris de la seva dona. Caterina esdevenia la nova tsarina, adoptant el nom de Caterina II de Rússia.

## Tsarina de Rússia

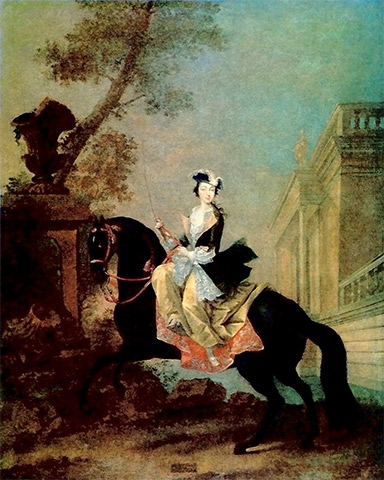
Retrat de Caterina II

En la política interna destaca la voluntat de reforma de lleis i codis que per tal de portar-la a terme convocà una comissió legislativa en què totes les classes socials, a excepció dels serfs, hi eren representats. Mesos després la desconvocà en una onada de conservadorisme després de la revolta cosaca dirigida per Omelian Pugatxov els anys 1774 - 1775. A causa de la revolta reorganitzà les províncies i els districtes russos per aconseguir un control més gran de les àrees rurals.
Afavorí la colonització de les noves àrees ocupades a Alaska i a Ucraïna, donant terres a la noblesa i garantint-los serfs. Va establir la Societat Econòmica Lliure per tal d'encoratjar la modernització de l'agricultura i la indústria. Va animar a la inversió estrangera a establir-se a Rússia per tal de convertir-se en un motor per les regions menys desenvolupades. Reduí la presència de la censura a la societat russa, encoratjant a l'educació de les classes mitjanes i de l'aristocràcia.
Pel que fa a la política exterior de la tsarina Caterina, va posar fi a l'aliança de Rússia amb Prússia i es va retirar de la Guerra dels Set Anys i va aplicar una política de continu avenç de la frontera russa l'oest. Durant els primers anys del seu regnat el ministre d'afers estrangers fou Kikita Panin, el qual exercí una influència considerable. El seu exercici estigué encaminat a aconseguir el Pacte del Nord, un pacte entre les monarquies de Rússia, Polònia, Prússia, Suècia i potser el Regne Unit en contra de la unió dels borbons de França i Espanya i dels Habsburg d'Àustria. El pacte fracassà i Panin perdé el suport de la tsarina i hagué de dimitir l'any 1781.

### La qüestió polonesa

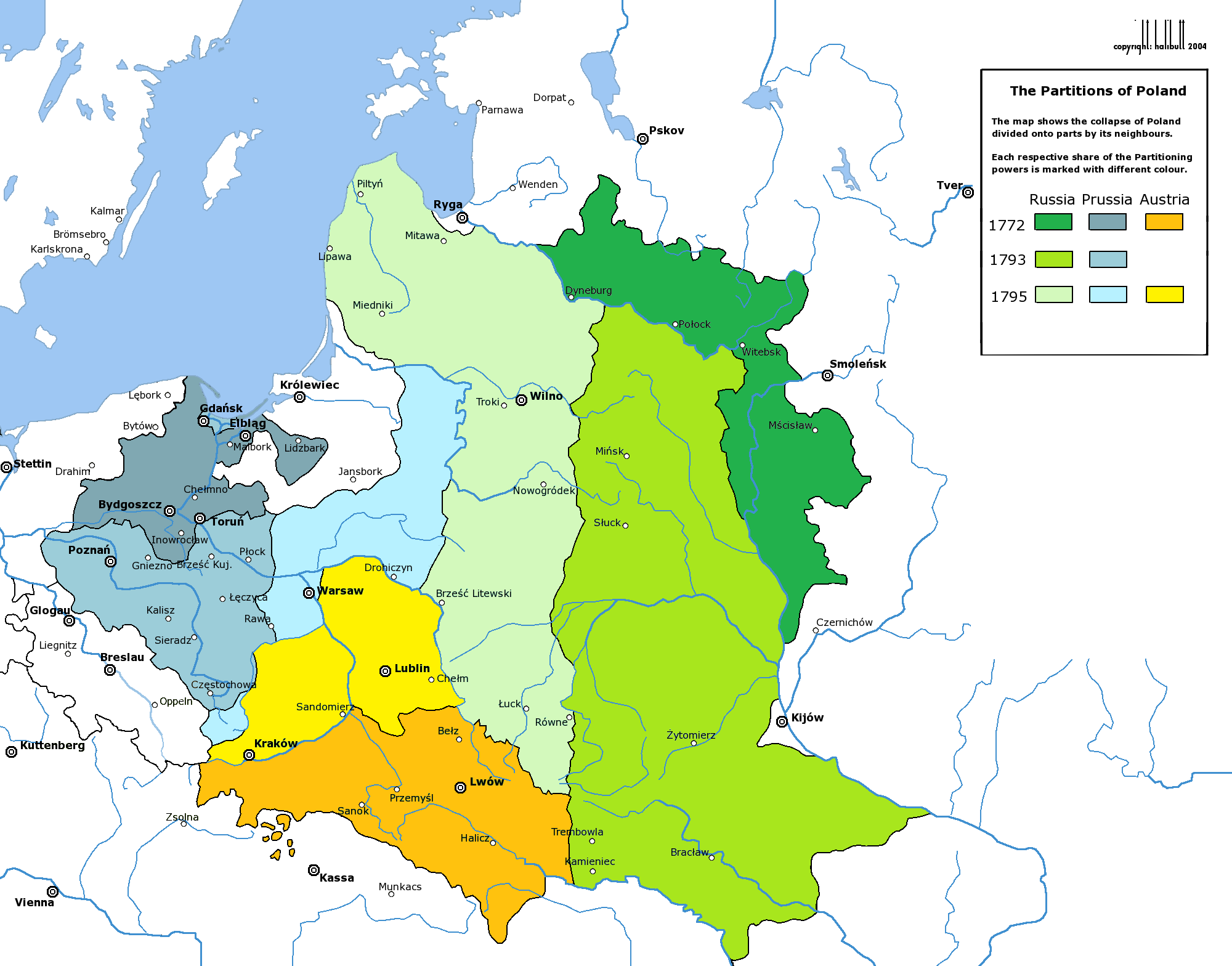
Repartiment de Polònia

La pugna ferotge entre el rei August el Fort i l'alta aristocràcia polonesa va generar una progressiva i profunda divisió del país, en la qual els bàndols en disputa no van tenir inconvenient a buscar alternativament suports a l'estranger. A aquests es van sumar els desitjos de Prússia d'estendre el seu territori després de la fi de la Guerra dels Set Anys en 1763, en la qual es va comprovar la debilitat política i militar de Polònia, que va haver d'acceptar que el seu territori sigui lloc de pas de tropes de Rússia. Com a resultat, la influència política i econòmica de l'Imperi Rus havia transformat a la República de les Dues Nacions en un estat debilitat i dependent de Rússia. L'any 1764 Caterina col·locà un antic amant seu al tron de Polònia, Estanislau August. Amb l'excusa que la revolta de la Confederació de Bar generava una perillosa inestabilitat a Polònia exèrcits dels tres països van envair la Confederació de Polònia i Lituània en 1769, i van ocupar els territoris que havien acordat repartir, vencent la resistència militar oposada per la Confederació de Bar. El 5 d'agost de 1772 van publicar el manifest sobre l'ocupació, al·legant que buscaven preservar l'autoritat del rei polonès Estanislau II però demandant territoris a canvi. En la Primera partició de Polònia de 1772 Rússia rep els territoris a l'est de la línia formada pels rius Dvinà, Prut i Dnièper,
La Constitució de Maig de Polònia de 1791 va establir la separació dels tres poders de l'Estat, i va eliminar els abusos de la Repnin Sejm. Aquestes reformes van propiciar accions agressives per part dels seus veïns, preocupats pel potencial de renaixement de la Mancomunitat. Les forces russes van envair la Mancomunitat a petició del nobles de la Confederació de Targowica el 4 de maig de 1792 contra el mateix estat polonès. Rússia acceptà d'intervenir amb l'argument que Polònia havia estat víctima del jacobinisme radical, llavors en seu apogeu a França, i, igual que Prússia, hi envià tropes. L'acord entre totes dues potències va portar al segon repartiment de les terres poloneses entre Rússia i Prússia, que també va ser ratificat per la Dieta polonesa. Àustria en restà al marge perquè tenia les mans lligades per la guerra que li havia declarat la seva antiga aliada, França. Rússia rebé la Belarús lituana i l'Oest d'Ucraïna i Prússia obtingué les ciutats de Danzig i Thorn, així com la resta de la Gran Polònia i una part de la Mazòvia. Després d'aixafar la Insurrecció de Kościuszko en la Tercera Partició de Polònia el 1795 Rússia es va apoderar de la totalitat de Lituània i va fixar la frontera dels seus nous dominis fins al riu Neman en la Tercera partició de Polònia de 1795.

### L'Imperi Otomà
Durant el regnat de Caterina, l'Imperi Rus es convertí en la principal potència a l'Europa Oriental. La rivalitat amb l'Imperi Otomà s'expressà en les dues Guerres russoturques, en les què intentà aplicar la filosofia dels repartiments polonesos però no tingué èxit. Tot i així, a través de la guerra de 1768 a 1774 aconseguí debilitar les posicions otomanes i va establir el control rus de facto sobre el sud d'Ucraïna, fins llavors dominada per l'Imperi Otomà a través del seu estat titella, el Kanat de Crimea, una guerra conseqüència inesperada de la tensa relació que es vivia al Regne de Polònia, on diversos nobles es van revoltar contra el govern del rei Estanislau II de Polònia, antic amant i titella de Caterina i atacaven les tropes russes desplegades a Polònia en suport d'Estanislau II i després es retiraven a països veïns per protegir-se de les represàlies russes. El 21 de juliol de 1774 Rússia i Turquia van signar el Tractat de Küçük Kaynarca, que posava fi a la guerra. D'acord amb el tractat, l'Imperi Otomà reconeixia la independència d'un reduït Kanat de Crimea (cosa que el convertia de facto en un estat satèl·lit de Rússia). Rússia guanyava a més el dret a construir dos ports al mar Negre, cosa que fins llavors li havia estat vedada. Finalitzava així el monopoli otomà sobre el mar i s'obria la possibilitat d'un atac naval rus sobre la mateixa Constantinoble en el futur.
El final de la guerra va donar pas a la Qüestió d'Orient doncs es creia que la desfeta total de l'Imperi Otomà tindria lloc de manera imminent, i les potències europees es començaren a disputar els possibles beneficis militars, estratègics i comercials que sorgirien del nou ordre sociopolític a la part oriental d'Europa. L'Imperi Rus suposava que es beneficiaria àmpliament de la derrota otomana. D'altra banda, l'Imperi Austrohongarès i el Regne Unit creien que s'havia de preservar l'imperi per tal de mantenir els seus interessos a la regió i impedir que els russos aconseguissin accés a la mar Mediterrània. El Kanat de Crimea va sobreviure a la guerra sumit en la ruïna i dividit entre faccions fortament enfrontades que donaven suport a Rússia o Turquia. Usant com a pretext la guerra civil que per aquesta causa dessagnava el país, els russos van ocupar Crimea el 1783 i van deposar l'últim kan, Şahin Giray.
Turquia no va acceptar formalment l'annexió de Crimea a Rússia el 1783, per la qual cosa la visita de Caterina II a la península a 1787 va ser utilitzada com a pretext per a la nova guerra russo-turca. La guerra es va declarar el 1787, però els preparatius de Turquia van ser inadequats i el moment mal triat, amb Àustria aliada amb Rússia, fet conegut pels turcs només quan ja era massa tard. Els turcs van aconseguir que els austríacs es retiressin de Mehadia i van conquerir el Banat (1789), però a Moldàvia el mariscal de camp Rumiantsev va prendre Iaşi i Khotin. Després d'un llarg setge hivernal, Otxakiv va caure davant el Príncep Potiomkin, i tots els seus habitants van ser massacrats. Aquesta notícia va afectar tant al sultà Abdul Hamid I que li va causar la mort. El general austríac Laudon van acabar reconquerint Belgrad i Bucarest mentre els russos entraven a Ak Kirman i Bender. Els generals turcs eren incompetents, les expedicions d'auxili a Bender i Ak Kirman fracassaren, la fortalesa inexpugnable d'Izmail va ser capturada per Aleksandr Suvorov mitjançant l'ús d'atacs sorpresa d'infanteria i artilleria combinades, Uixakov va destruir la flota otomana a Fidonisi, Tendra, Estret de Kerch i Caliacria, i la caiguda d'Anapa davant Ivan Gudòvitx va completar la sèrie de desastres turcs.
El nou i jove sultà Selim III desitjava ardentment restaurar el prestigi del seu país amb una victòria abans de fer la pau, però l'estat de les seves tropes va frustrar les seves esperances. Prússia, que havia signat un tractat ofensiu amb Turquia el 31 de gener de 1790, no li va prestar cap ajuda. Les derrotes en el camp de batalla van portar a la signatura del tractat de Sistova amb Àustria el 4 d'agost de 1791 que deixava per Turquia els territoris de Moldàvia i Valàquia. Després de les derrotes a la batalla de Focşani i batalla de Rymnik els otomans van evacuar Bessaràbia i Valàquia. L'ocupació de Crimea fou ratificada després de la Segona Guerra Turcorrussa i amb el Tractat de Iași en 1792.

### Colonització de Nova Rússia
Els terrenys guanyats a l'imperi otomà eren en la seva major part estepes poblades per tribus nòmades de nogais. A la costa hi havia petits ports de pesca i pobles habitats per descendents de grecs pòntics. El grup majoritari eren els tàtars de Crimea, mentre que a Bessaràbia, annexada al principi del segle xix, ho eren els moldaus. Després de la conquesta es va produir una colonització massiva d'eslaus (russos i rutens) organitzada pel príncep Grigori Potiomkin. Tenia la intenció de fer-ne una Nova Grècia, i Ekaterinoslav havia de ser la tercera ciutat de l'Imperi, per això moltes ciutats fundades en aquella època recuperaven els noms de les antigues colònies gregues de la mar Negra, o bé rebien noms d'inspiració grega (Odessa, Tiraspol, Níkopol, Quersonès, Feodòssia, Ievpatòria, Sebastòpol, Simferòpol, Melitòpol, Stàvropol…), mentre que es multiplicaven els treballs arqueològics. Aquestes noves ciutats atreien una multitud d'artesans, comerciants, mariners i obrers, com Odessa (amb una forta minoria jueva), construïda i administrada per un català, Josep de Ribas, o bé Novorossisk, Mikolaiv, Khersonès. Sebastòpol va esdevenir l'arsenal de la flota russa de la mar Negra. A més dels colons eslaus (procedents majoritàriament de la Petita Rússia, l'actual Ucraïna), l'Imperi Rus hi va establir un gran nombre d'alemanys de la Mar Negra, així com armenis, búlgars, serbis i grecs pòntics que fugien de l'Imperi Otomà; moldaus de Bessaràbia es desplaçaren en cerca de bones terres, i jueus arribats de Polònia i d'Alemanya s'hi van afegir. Els jueus van crear els shtetls, colònies agrícoles que retrata la pel·lícula El violinista a la teulada.

### Revolta de Pugatxov
La Revolta de Pugatxov de 1774 i 1775 va ser la rebel·lió principal dins d'una sèrie de revoltes populars que tingueren lloc a la Rússia de Caterina II, i començà com una insurrecció organitzada dels Cosacs de l'Ural encapçalada per Omelian Pugatxov, un ex-lloctinent de l'exèrcit imperial rus, amb el rerefons del profund malestar dels camperols russos arran de les guerres contra l'Imperi Otomà. Després d'un èxit inicial Pugatxov assumí un govern alternatiu a l'imperial en nom de l'assassinat emperador Pere III i proclamà la fi del règim dels serfs que existia aleshores a Rússia. Aquesta revolta amenaçà seriosament el govern de l'Emperadriu Caterina. La revolta tingué suport de diversos grups, entre ells els camperols els cosacs i els Vells creients va arribar a tenir el control del territori entre els rius Volga i els Urals després de prendre Kazan en 1774. Al principi l'exèrcit imperial rus no aconseguí dominar la revolta però finalment va ser reprimida pel general Johann von Michelsohnen a Tsaritsin. Pugatxov va ser capturat i executat el 1775. El general Piotr Ivànovitx Panin posteriorment va dirigir les represàlies contra les zones revoltades.

### Guerra de successió bavaresa
Després de la mort sense descendents directes de l'últim elector de la branca principal de la família dels Wittelsbach una guerra, la guerra de Successió bavaresa entre Àustria i Prússia va iniciar-se per tal de col·locar els propis candidats al tron bavarès 1778 - 1779. Mentre Àustria apostava pel príncep Carles Teodor de Baviera i Prússia i Saxònia ho feien pel comte Carles II de Zweibrücken. Caterina fou nomenada intermediadora per arribar a la pau que s'acordà al Congrés de Teschen de 1779. A causa de l'actitud hostil de Rússia enfront d'Àustria durant les negociacions, aquest últim país va portar a terme la major part de les concessions en el Tractat de Teschen que va posar fi a la guerra.
Caterina jugarà un rol importantíssim, que posteriorment durant el segle xix i XX jugaria el Regne Unit, i ho feu moltes vegades inconscientment.

### Conflicte amb Suècia
L'any 1788 Rússia es trobà embolicada en una guerra amb Suècia. El tron suec era ocupat pel cosí de Caterina, el rei Gustau III de Suècia. Suècia reclamava les progressives conquestes russes als estats bàltics. La guerra tingué diverses etapes, l'intent d'apoderar-se de Noruega, que va comptar amb l'ajuda russa, i després en una sèrie d'intents de recuperar els dominis bàltics suecs perduts durant la gran Guerra del Nord a través de la fallida guerra amb Rússia que va acabar el 1790 amb el tractat de Värälä on els dos països es retornen llurs conquestes i retornen igualment a llur situació d'abans de la guerra després del seu lideratge reeixit a la batalla de Svensksund que va evitar una derrota militar completa i va permetre mantenir el poder militar suec.

### Conflicte amb Pèrsia
El 1779, després de la mort de Karim Khan Zand, sobirà de la dinastia Zand que governava el sud de l'Iran, Agha Muhàmmad Khan Qajar, un líder de la tribu turcmana dels Qajar, reunificà l'Iran. Irakli II de Kartli i Kakhètia va signar el tractat de Gueórguievsk amb Rússia 1783 reconeixent el protectorat de Rússia sobre Geòrgia i algunes tropes russes s'instal·laren al país. Agha Muhàmmad Khan Qajar vers el 1794, havia eliminat tots els seus rivals i el 1795 va exigir el reconeixement de la sobirania persa m a Geòrgia a Irakli al qual es va prometre confirmar com a valí, i com que Irakli s'hi va negar els perses van envair el país i van ocupar Tbilisi l'11 de setembre de 1795 devastant gran part de Geòrgia oriental, però Rússia va reaccionar i el 1796 va ocupar Baku i Gandja, però es va retirar a la mort de Caterina poc més tard.

### Sibèria
Adonant-se que els txuktxis, que el 1747 van derrotar el regiment de Dmitry Pavlutsky, no podien ser sotmesos fàcilment per mitjans militars, els russos van canviar de tàctica i van oferir als txuktxis la ciutadania a l'Imperi Rus. El 1778 es va concloure un tractat de pau en el qual els txuktxis estaven exempts de pagar yasak.

### Amèrica russa
Les petites associacions de comerciants de pell van començar a anar amb vaixell de les ribes de Sibèria cap a les illes Aleutianes. Quan les expedicions des de Sibèria a Amèrica es van fer més continuades (durant dues a quatre anys o més), els expedicionaris es van establir en llocs de cacera i de comerç. Abans de finals dels anys 1790, aquests s'havien fet establiments permanents. Aproximadament la meitat dels comerciants de pell eren russos de diverses parts europees de l'Imperi Rus o de Sibèria. Els altres eren indígenes de Sibèria o siberians amb orígens indígenes, europeus i asiàtics variats.

## Dèspota il·lustrada
Caterina va apostar per un govern dirigit activament; per aconseguir-ho va desenvolupar al màxim els recursos de l'imperi i va fer la seva administració més eficaç. Inicialment, va procurar racionalitzar procediments del govern amb lleis. El 1767 va crear la Comissió legislativa, formada per nobles, Senyors del Poble, i altres, per a codificar el Sobórnoie ulojénie, el codi de llei rus existent. Encara que la comissió no va formular un nou codi de la llei, La Instrucció a la Comissió de Caterina va introduir alguns russos en l'estil polític i legal occidental manllevant molt de L'esperit de les lleis de Montesquieu, tot i que va descartar o modificar parts que no donaven suport a la monarquia burocràtica absolutista.
La revolta de Pugatxov va encoratjar la determinació de Caterina per a reorganitzar l'administració provincial de Rússia. El 1775 la tsarina va dividir Rússia en províncies i districtes segons estadística de la població. Llavors va donar a cada província una administració, uns destacaments policials i un òrgan judicial. Els nobles havien de complir amb la seva obligació, almenys durant un temps, de servir al govern central, i aquest servei podia consistir a assumir càrrecs per a administrar governs provincials. Caterina també va procurar organitzar la societat en grups socials ben definits. El 1785 va publicar les cartes als nobles i amos del poble. La carta a la noblesa va confirmar l'alliberament dels nobles del servei obligatori i els va donar drets com a classe privilegiada situant-los com a servidors directes de l'autocràcia. La carta a les ciutats va resultar ser complicada i en última instància menys encertada que la publicada per als nobles. Faltava publicar una carta similar per a situar els camperols, o per a millorar les condicions de la servitud, reformes socials que Caterina deixà incompletes.
L'occidentalització de Rússia va continuar durant el regnat de Caterina. Un augment en el nombre de llibres i de també periòdics va ajudar a portar endavant discussions intel·lectuals. El 1790 Alexandre Nikolaevitx Raditxev es va publicar El Viatge de Sant Petersburg a Moscou, un ferotge atac contra el sistema de servitud i contra l'autocràcia. Caterina, espantada ja per la Revolució Francesa, va fer arrestar Radishchev, l'autor de l'escrit, i el va enviar a Sibèria. Radishtxev va guanyar més endavant el reconeixement com a pare del radicalisme rus.
Una petita elit europeïtzada, alienada de la resta dels russos, va qüestionar la mateixa essència de la història, de la cultura, i de la identitat de Rússia. Rússia va arribar a la seva preeminència militar per confiança en la coerció i en una economia basada en la servitud. El desenvolupament econòmic de Rússia fou insuficient per a satisfer les seves necessitats durant el segle xviii, i estava molt allunyat de les transformacions que tenien lloc als països d'Europa occidental en aquell moment implicats en la revolució Industrial. La temptativa de Caterina en l'organització en estats corporatius fou desfeta per les idees de la revolució Francesa, que va posar èmfasi en la ciutadania individual. L'extensió territorial de Rússia i la incorporació d'un nombre important de no-russos a l'imperi van fixar l'inici de l'etapa en què va gestar el futur problema de les nacionalitats. Finalment, la primera qüestió de la servitud i l'autocràcia en els arguments morals presagiaren el conflicte entre l'estat i la intelligentsia que va arribar a ser dominant en el segle dinovè.

## La cultura
Caterina s'autoqualificà com una "filòsofa al tron". Malgrat la seva voluntat de passar per una sobirana il·lustrada i liberal molts dels seus actes denoten un menyspreu pels serfs, denotant característiques d'una tirana amb una gran falta de sensibilitat liberal. Caterina va fer construir el Palau Pàvlovsk per al seu fill Pau, que és actualment Patrimoni de la Humanitat. Rússia es va convertir en una energia capaç de competir amb els seus veïns europeus en les esferes militars, polítiques, i diplomàtiques. L'elit de Rússia es va fer més culta, al nivell de les elits dels països d'Europa central i occidental. L'organització de la societat i del sistema del govern de Pere, les grans institucions centrals a l'administració provincial de Caterina, seguiran bàsicament sense canvis fins a l'emancipació dels serfs de 1861 i, en alguns aspectes, fins a la caiguda de la monarquia el 1917. Caterina va donar una embranzida a l'economia dels territoris del sud en establir Odessa com a port propi, el qual va servir de base per al comerç dels cereals de Rússia durant el segle xix.
Fou una patrona de les Arts i de la Literatura. El Museu de l'Hermitage començà amb les peces de la col·lecció particular de la tsarina. Va escriure un manual per l'educació dels infants inspirant-se en les idees de John Locke, fundà l'Institut Smolny, i esdevingué un dels més importants d'Europa en la seva especialitat.
Escrigué novel·les, comèdies i memòries, i el llibret d'una òpera Gli inizi del governo di Oleg, a la que li posaren música en col·laboració, tres compositors; Wasili Paschkewitch, Carlo Canobbio i Giuseppe Sarti. Mantingué correspondència amb Diderot, D'Alembert i Voltaire. Malgrat tot, el seu regnat també estigué marcat per la figura de la censura.